# Teiuș
Teiuș (węg. Tövis) – miasto w północnej Rumunii, w okręgu Alba w Siedmiogrodzie. Liczy 6695 mieszkańców (dane na rok 2011).

## Krótki opis
Jest położone przy linii kolejowej Kluż-Napoka-Sighișoara. Posiada kilka starych kościołów, z których najcenniejsze to cerkiew unicka z XVII wieku i kościół rzymskokatolicki z 1449, odbudowany w 1701–1704 w stylu gotyckim. Merem miasta od 2004 jest Iacob Dorin Cornel Mateica, członek Partii Demokratycznej.